# Полугусеничный автомобиль

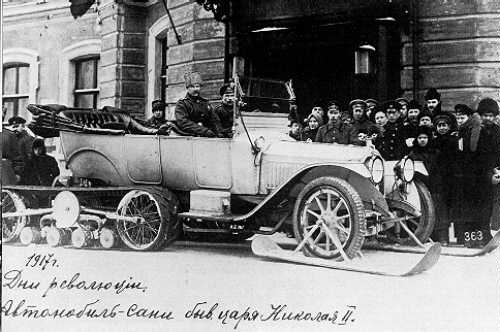
Автомобиль-сани «Packard» Николая II, оборудованный гусеничным движителем системы Кегресса (1917 год)

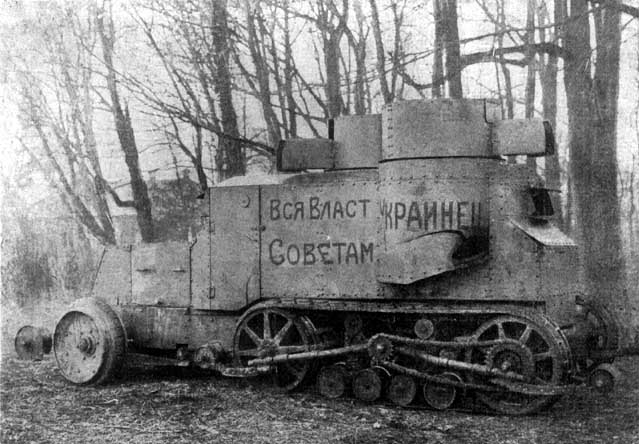
Первый в мире полугусеничный бронеавтомобиль «Остин-Кегресс»

Полугусеничный автомобиль — автомобиль с полугусеничным движителем. Представляет собой автомобиль повышенной проходимости, ходовая часть которого состоит из поворотных колёс переднего моста и гусеничного движителя вместо колёс заднего моста.
Концепция полугусеничного автомобиля и конструкция движителя для него была разработана французским изобретателем Адольфом Кегрессом, первый образец был сконструирован им в 1909 году в России. В 1916 году был создан первый в мире полугусеничный бронеавтомобиль — Остин-Кегресс.
Существуют два основных типа полугусеничных автомобилей:
- На базе стандартных колесных моделей;
- Изначально разработанные как полугусеничные;

Гусеничный движитель может монтироваться непосредственно на раме или балансирно на заднем мосту автомобиля. Также известны съемные гусеничные движители, использующие штатные колеса автомобиля или иной колесной машины в качестве опорных катков. Привод перематывания гусеничной ленты может быть фрикционным либо принудительным. Фрикционный привод реализуется за счет трения между ведущим барабаном и резиновой гусеничной лентой. Принудительный привод основан на зацеплении между ведущим колесом и гусеничной лентой. Изменение направление движения полугусеничного автомобиля в общем случае производится путём поворота управляемых передних колес, для улучшения маневренности может применяться система подтормаживания гусеницы на стороне поворота.
Основной причиной применения полугусеничного движителя являлась возможность создания автомобиля повышенной проходимости на базе стандартного с меньшими затратами. Снижение затрат достигалось за счет отказа от привода передних колес, прежде всего, за счет отсутствия сложных в производстве, дорогостоящих и тогда еще не очень совершенных шарниров равных угловых скоростей, а также за счет снижения металлоемкости конструкции. Гусеничный движитель часто, в особенности при использовании в качестве базы стандартного автомобиля, имел упрощенную конструкцию, в частности, не имел системы подтормаживания гусениц.
Наибольшее применение полугусеничные автомобили нашли во Второй мировой войне, после чего в большинстве случаев постепенно вытеснены полноприводными автомобилями с широкопрофильными шинами.
В настоящее время полугусеничные автомобили сохраняют ограниченное применение во внедорожных и тяжелых дорожных условиях в качестве тягачей и транспортных машин. Существует перспектива возрождения интереса к ним, связанная со значительным увеличением долговечности гусениц и наличием шин, способных обеспечить соизмеримое с гусеничным движителем давление на грунт. В сравнении с колёсными автомобилями полугусеничный автомобиль может иметь более высокую проходимость благодаря применению гусеничного движителя, а в сравнении с чисто гусеничными машинами — иметь более высокие максимальные скорости движения благодаря использованию кинематического (при помощи управляемых колёс) способа поворота. В качестве примера современных автомобилей с полугусеничным движителем можно привести выпущенные малой серией голландские машины Vervaet Track Trike и Hover-Track-540, в конструкции которых применены серийные гусеничные движители с износостойкими резиновыми лентами, первоначально разработанные для специализированной сельскохозяйственной техники, и колёса с широкопрофильными шинами низкого давления.

## Известные производители

### Исторические
- Linn Manufacturing Corporation (1916—1952) — американская фирма, специализировавшаяся исключительно на производстве полугусеничных автомобилей. Техника, производимая компанией, отличалась прочностью конструкции, проходимостью и большой силой тяги, но обладала довольно низкими для полугусеничных автомобилей динамическими характеристиками.
- В Германии в 1942—1944 годах 2-х и 4,5-тонные полугусеничные грузовые автомобили Maultier серийно выпускали фирмы Klockner-Humboldt-Deutz, Opel и Daimler-Benz в четырёх основных модификациях.  С 1942 по 1944 год всего изготовлено около 21 960 (13 952 2-тонных Ford V3000 [Kfz.3b], oколо 4000 2-тонных Opel-Blitz 3,6-36S/SSМ Maultier [Kfz.3а], 1740 2-тонных Klockner-Deutz S3000 Maultier [Kfz.3c] и 1486 4,5-тонных Мерседес-бенц 4500 Maultier [Kfz.3/5][2]).
- В СССР в 1942—1946 годах на заводе ЗИС серийно производили полугусеничные грузовики-артиллерийские тягачи ЗИС-42/-42М на базе обычного грузовика ЗИС-5В. Ранний ЗИС-42 произведён в нескольких опытных партиях в 1942 году, а с конца того же 1942 года выпускалась его улучшенная модификация ЗИС-42М, находившаяся в производстве до 1946 года. Всего произведено 6372 автомобиля ЗИС-42 и ЗИС-42М.[3][4][5][6][7][8][9]
- В СССР в 1939—1941 годах на заводе ГАЗ серийно производили полугусеничные грузовики ГАЗ-60/-60П на базе обычного грузовика ГАЗ-АА. С 1939 по 1940 год на Горьковском автозаводе изготовлено 205 ГАЗ-60, большая часть из которых поступила в РККА. Первую проверку полугусеничные ГАЗ-60 прошли во время войны с Финляндией. ГАЗ-60 получил много рекламаций от военных. Особо много нареканий вызывали гусеницы, которые от интенсивной эксплуатации выходили из строя после 2500—3000 км пробега. Также довольно часто, особо в зимой или на скользких грунтах, ведущие колеса проскальзывали по гусенице, и ГАЗ-60 терял подвижность. Но несмотря на эти недостатки, ГАЗ-60 был положительно оценен военными, так как позволял перевозить грузы там, где обычные автомобили не справлялись с этим.[10] Чтобы избежать сваливания гусеницы с катков ГАЗ-60 получил механизм принудительного зацепления гусеницы. Так в 1940 году вышел модернизированный грузовик ГАЗ-60П. В 1943 году выпуск ГАЗ-60П прекратили, а на оставшиеся автомобиля вместо гусениц установили обычные колеса, получив стандартную «полуторку». До конца войны не дожил ни один ГАЗ-60, а за время производства с 1938 по 1943 год изготовлено немногим более тысячи ГАЗ-60 и ГАЗ-60П.[11]
- В США в 1941—45 гг. производился полугусеничный бронетранспортёр M3 компании International Harvester Company. В 1941—44 производился полугусеничный артиллерийский тягач M2 компанией Firestone Tire & Rubber Company.

### Современные
- Veldhuizen Wagenbouw — голландская фирма, выпускает полугусеничные автомобили для сельского хозяйства и строительства под маркой Hover-Track (Hover-Track-540) на основе серийного грузовика IVECO Tracker.
- Transportadora Fretão — бразильская фирма, производит полугусеничные автомобили на базе серийных грузовиков, напоминающие упрощенные конструкции 1930-х годов.
- Frans Vervaet BV[нем.] — голландская компания, с 2004 года выпускает полугусеничный самосвал-трицикл большой грузоподъёмности Track Trike.

## Ссылка
- Halftrack vehicles (Полугусеничные машины) Кfzderwehrmacht.de